# Wybcz
Wybcz – wieś w Polsce położona w województwie kujawsko-pomorskim, w powiecie toruńskim, w gminie Łubianka. Według Narodowego Spisu Powszechnego (III 2011 r.) liczyła 455 mieszkańców. Jest siódmą co do wielkości miejscowością gminy Łubianka.

## Historia
We wsi znajduje się zabytkowy pałac zbudowany w latach 1858–1861 i park z 2. połowy XIX wieku. Po wojnie opuszczony pałac zaadaptowano na Szkołę Podstawową. W latach 1975–1998 miejscowość administracyjnie należała do województwa toruńskiego.

## Galeria

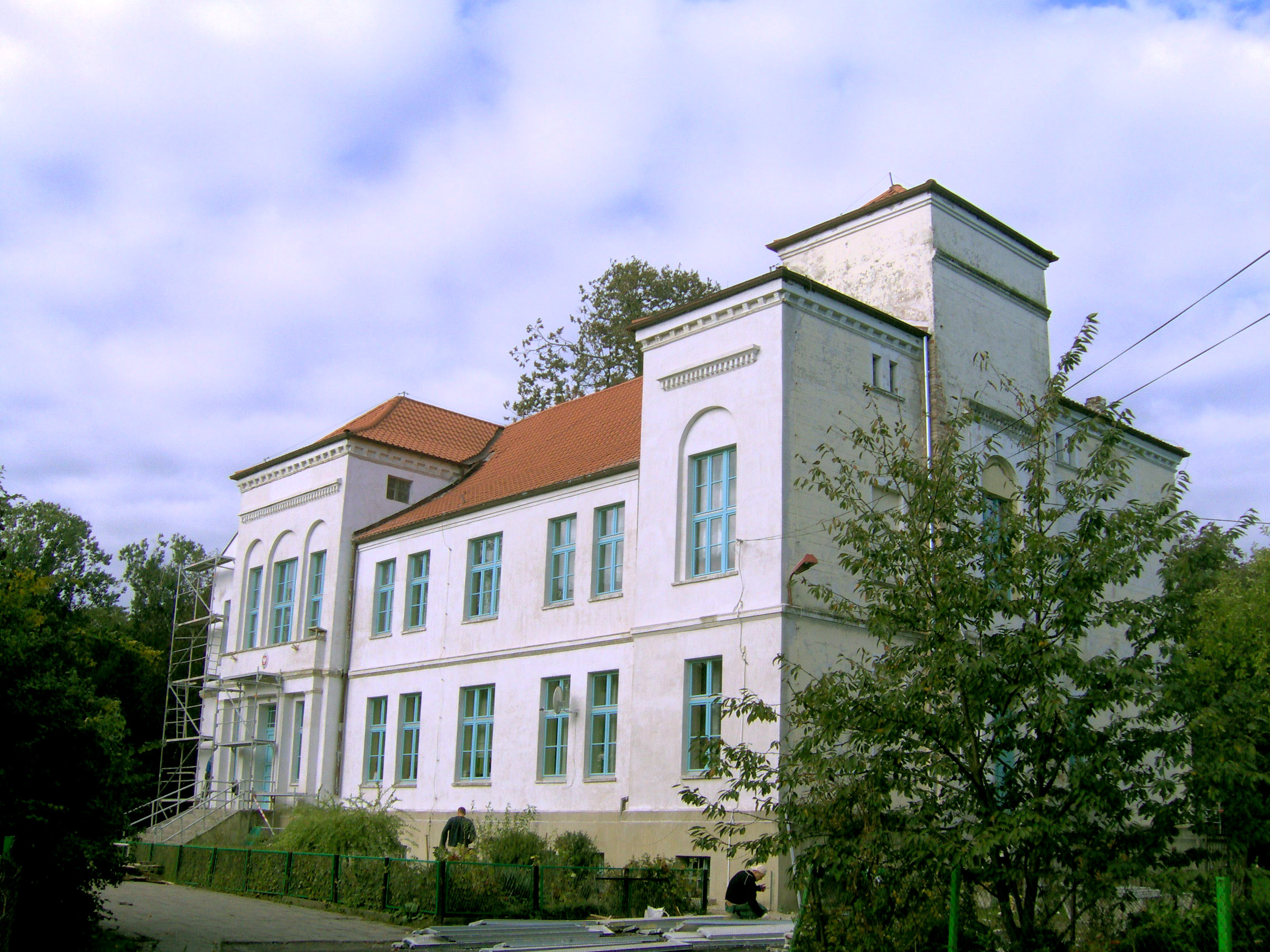
Pałac
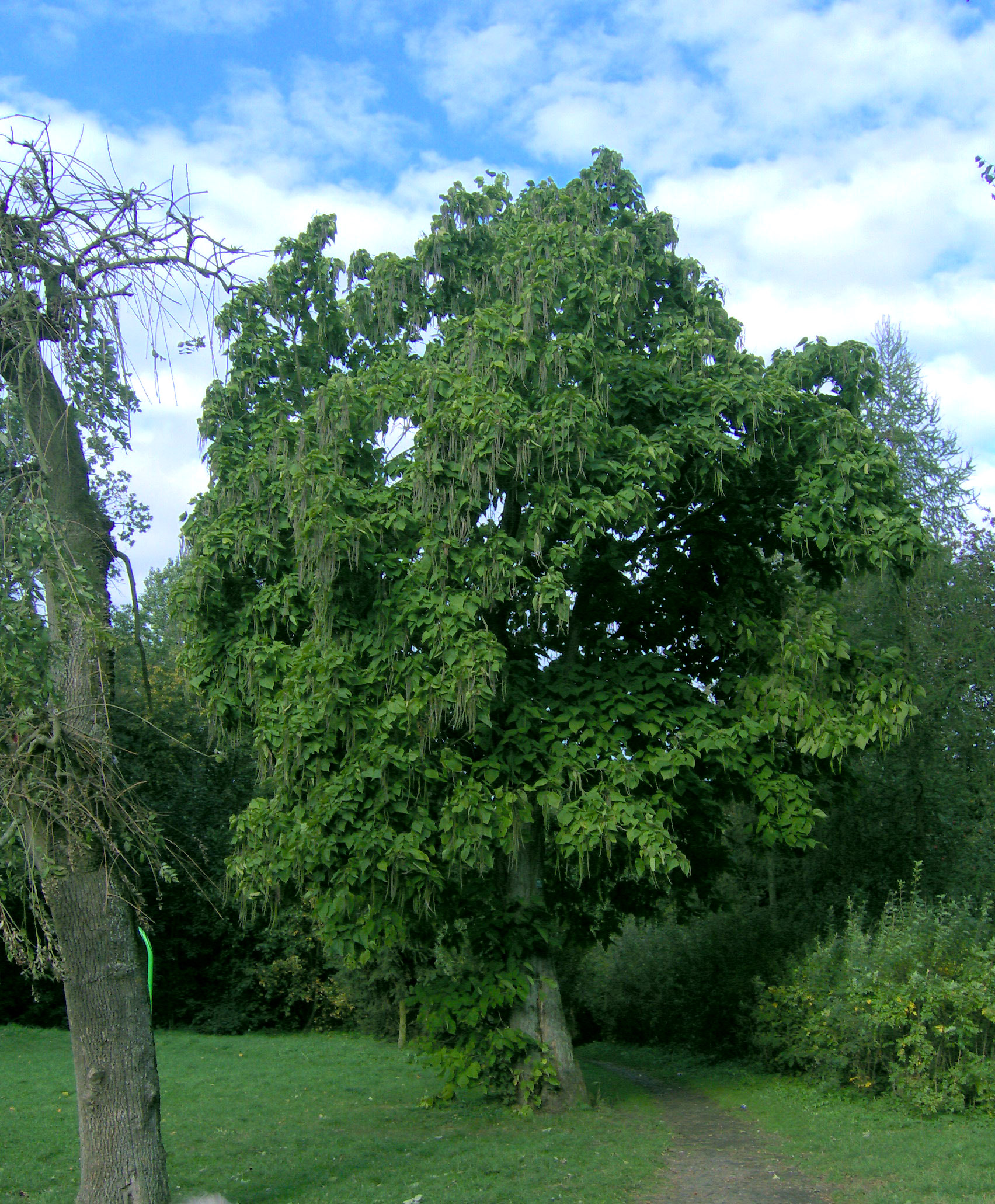
Surmia w parku